# 28 de agosto
28 de agosto é o 240.º dia do ano no calendário gregoriano (241.º em anos bissextos). Faltam 125 dias para acabar o ano.

## Eventos históricos

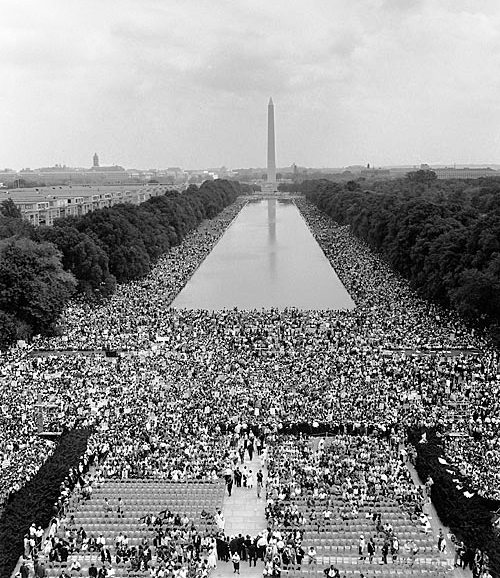
1963: Marcha sobre Washington

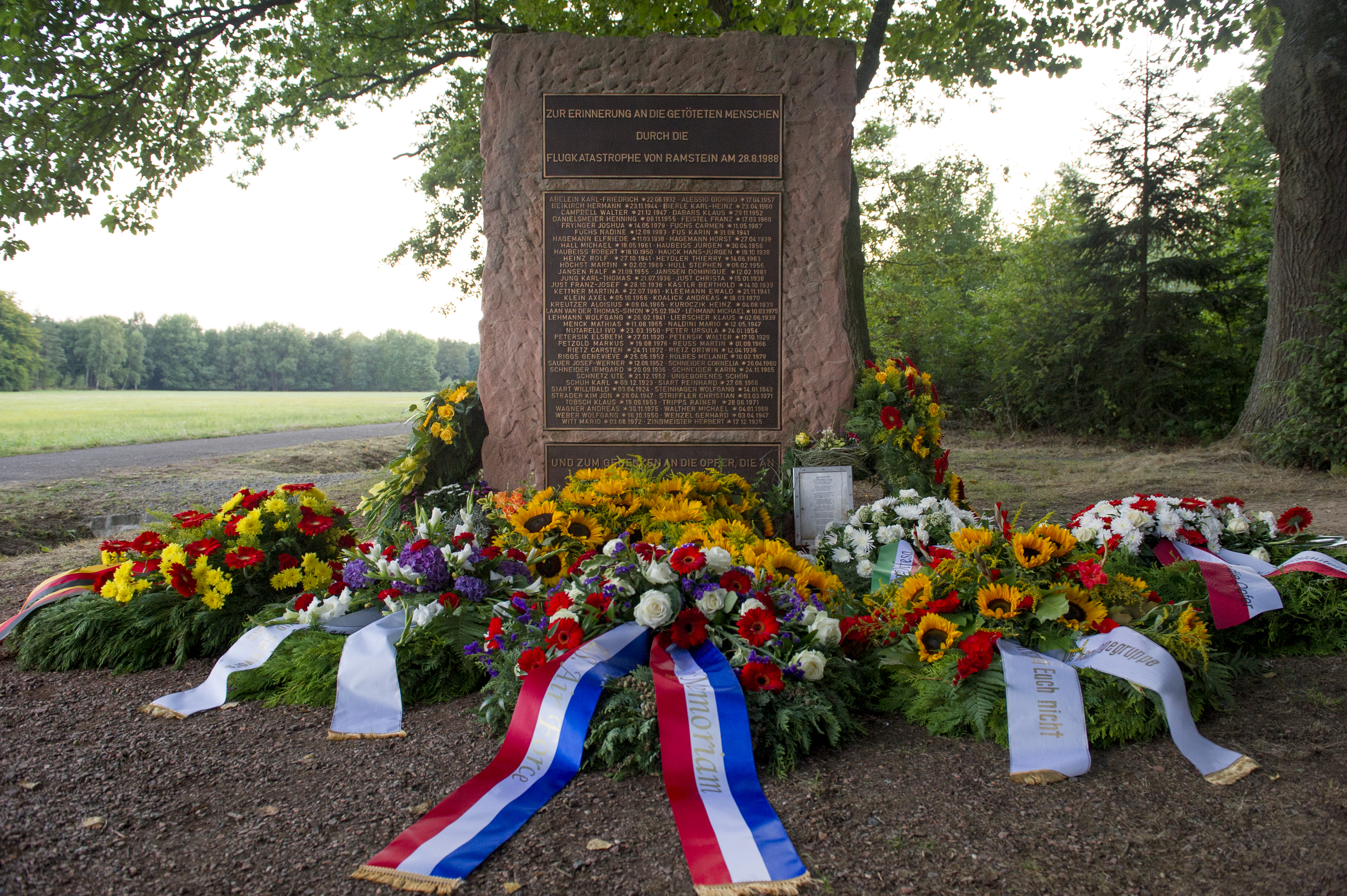
1988: Desastre do show aéreo de Ramstein

- 0475 — O general germânico Orestes expulsa o Imperador Romano Júlio Nepos da capital, Ravena, e coloca seu próprio filho, Rômulo Augusto, em seu lugar.
- 0489 — Teodorico, rei dos ostrogodos, derrota Odoacro na Batalha de Isonzo, abrindo caminho para a Itália.
- 0632 — Fátima, filha do profeta islâmico Maomé, morre, sendo sua causa de morte um tema controverso entre os muçulmanos sunitas e os muçulmanos xiitas.
- 0663 — Exércitos Silla-Tang esmagam a tentativa de restauração de Baekje e forçam o Japão Yamato a se retirar da Coreia na Batalha de Baekgang.
- 1189 — Terceira Cruzada: os cruzados iniciam o Cerco de Acre sob o comando de Guido de Lusinhão.
- 1521 — Os turcos otomanos ocupam Belgrado.
- 1524 — Os Caqchiquel maias se rebelam contra seus ex-aliados espanhóis durante a conquista espanhola da Guatemala.
- 1542 — Guerra Turco-Portuguesa: Batalha de Wofla: os portugueses são dispersos, seu líder Cristóvão da Gama é capturado e posteriormente executado.
- 1565 — Pedro Menéndez de Avilés avista a terra perto de Saint Augustine, Flórida e funda a mais antiga cidade continuamente ocupada por europeus nos Estados Unidos contíguos.
- 1609 — Henry Hudson descobre a Baía de Delaware.
- 1619 — Eleição de Fernando, Rei da Boêmia, Hungria e Croácia como imperador Fernando II do Sacro Império Romano-Germânico.
- 1640 — Segunda Guerra do Bispo: o exército inglês do rei Carlos I perde para uma força Covenanter escocesa na Batalha de Newburn.
- 1648 — Segunda Guerra Civil Inglesa: o Cerco de Colchester termina quando as Forças Realistas se rendem às Forças Parlamentares após onze semanas.
- 1789 — William Herschel descobre uma nova lua de Saturno: Encélado.
- 1810 — Guerras Napoleônicas: Batalha de Grand Port: os franceses aceitam a rendição de uma frota da Marinha Real Britânica.
- 1833 — A Lei de Abolição da Escravatura de 1833 recebe consentimento real, tornando ilegal a compra ou posse de escravos no Império Britânico, com exceções.
- 1845 — Publicada a primeira edição da revista Scientific American.
- 1849 — Revoluções de 1848 no Império Austríaco: Após um mês de cerco, Veneza, que se declarou independente como a República de São Marcos, se rende à Áustria.
- 1850 — Estreia Lohengrin de Richard Wagner na Orquestra Estatal de Weimar.
- 1859 — O Evento Carrington é a mais forte tempestade geomagnética já registrada a atingir a Terra. O serviço de telégrafo elétrico é amplamente interrompido.
- 1879 — Guerra anglo-zulu: Cetshwayo, último rei dos zulus, é capturado pelos britânicos.
- 1862 — Guerra de Secessão: Segunda Batalha de Bull Run, também conhecida como a Batalha do Segundo Manassas. A batalha termina em 30 de agosto.
- 1867 — Os Estados Unidos tomam posse do Atol Midway (atualmente desocupado) .
- 1909 — Um grupo de oficiais do Exército grego de nível médio lança o Golpe de Goudi, buscando reformas abrangentes.
- 1913 — A rainha Guilhermina inaugura o Palácio da Paz na Haia.
- 1914 — Primeira Guerra Mundial: a Marinha Real derrota a frota alemã na Batalha de Heligoland Bight.
- 1916
  - Primeira Guerra Mundial: a Alemanha declara guerra à Romênia.
  - Primeira Guerra Mundial: a Itália declara guerra à Alemanha.
- 1921 — Guerra Civil Russa: o Exército Vermelho dissolveu a Makhnovtchina, depois de expulsar o Exército Insurgente Revolucionário da Ucrânia.
- 1924 — A oposição georgiana inicia a Revolta de Agosto contra a União Soviética.
- 1936 — A Alemanha nazista começa suas prisões em massa de Testemunhas de Jeová, que são internadas em campos de concentração.[1]
- 1937 — A Toyota Motor se torna uma empresa independente.
- 1941 — Entra no ar o primeiro programa noticioso do rádio brasileiro, Repórter Esso.
- 1943 — Dinamarca na Segunda Guerra Mundial: as autoridades alemãs exigem que as autoridades dinamarquesas reprimam os atos de resistência. No dia seguinte, a lei marcial é imposta à Dinamarca.
- 1944 — Segunda Guerra Mundial: Marselha e Toulon são libertadas.
- 1963 — Marcha sobre Washington: o reverendo Martin Luther King Jr. faz seu discurso Eu Tenho um Sonho.
- 1979 — É sancionada a Lei de Anistia do Brasil pelo presidente João Figueiredo.
- 1988 — Desastre do show aéreo de Ramstein: três aeronaves da equipe de demonstração da Frecce Tricolori colidem e os destroços caem na multidão. Setenta e cinco são mortos e 346 ficam gravemente feridos.
- 1990 — O Iraque declara que o Kuwait é sua mais nova província.
- 1993
  - A sonda espacial Galileo descobre uma lua, mais tarde chamada Dactyl, em torno de 243 Ida, a primeira lua asteroide conhecida.
  - Eleição presidencial em Cingapura: o ex-vice-primeiro-ministro Ong Teng Cheong é eleito presidente de Cingapura.[2]
  - A comunidade croata autônoma de Herzeg-Bósnia na Bósnia e Herzegovina foi transformada na República Croata de Herzeg-Bósnia.[3]
- 1998
  - Segunda Guerra do Congo: tropas legalistas apoiadas por forças angolanas e zimbabuenses repelem a ofensiva do RCD e de Ruanda em Kinshasa.
  - A Assembleia Nacional do Paquistão aprova uma emenda constitucional para tornar o “Alcorão e a Suna” a “lei suprema”, mas o projeto de lei é derrotado no Senado.
- 1999 — A missão espacial russa Soyuz TM-29 chega ao fim, encerrando quase 10 anos de ocupação contínua na estação espacial Mir conforme se aproxima do fim de sua vida útil.[4]
- 2017 — Impasse na fronteira China-Índia: China e Índia retiram suas tropas de Doklam, pondo fim a um impasse de dois meses sobre a construção de uma estrada pela China em território disputado.[5]
- 2022 — Inundações e deslizamentos, causados pelas chuvas de monções, causam pelos menos 119 mortes no Paquistão.[6]

## Nascimentos

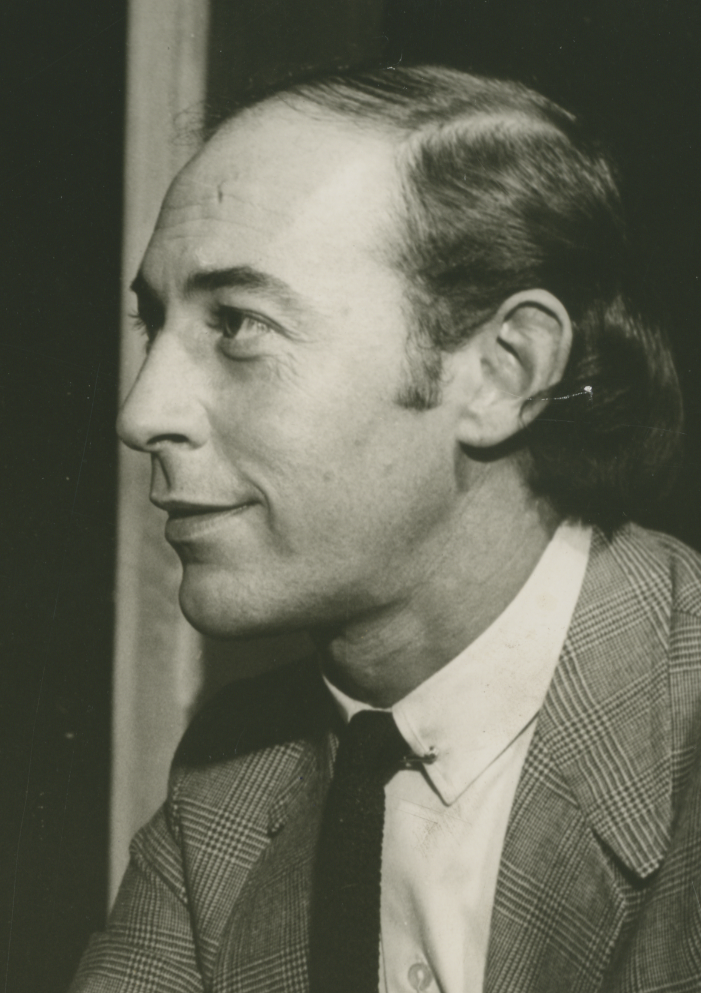
Raul Cortez

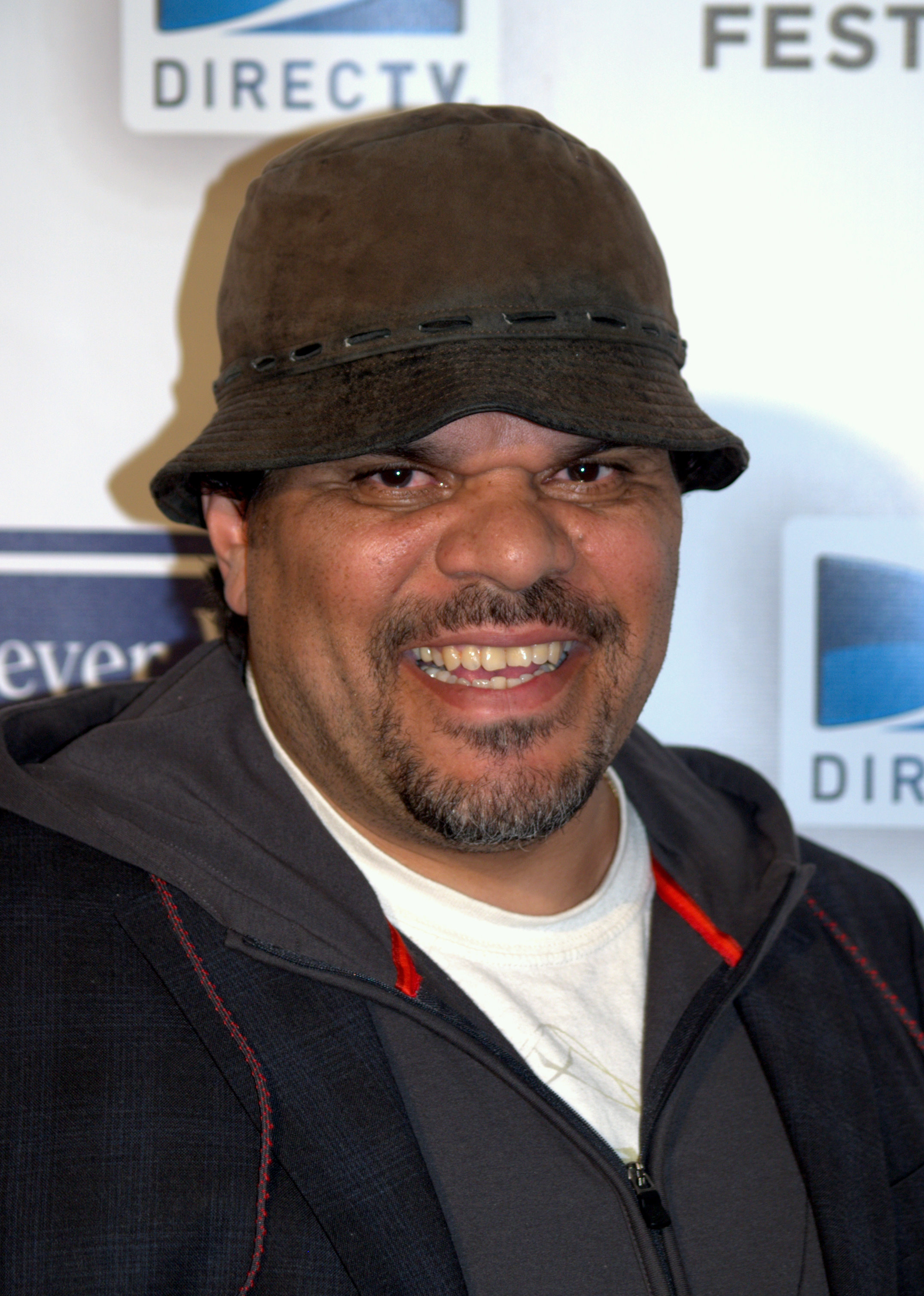
Luis Guzmán

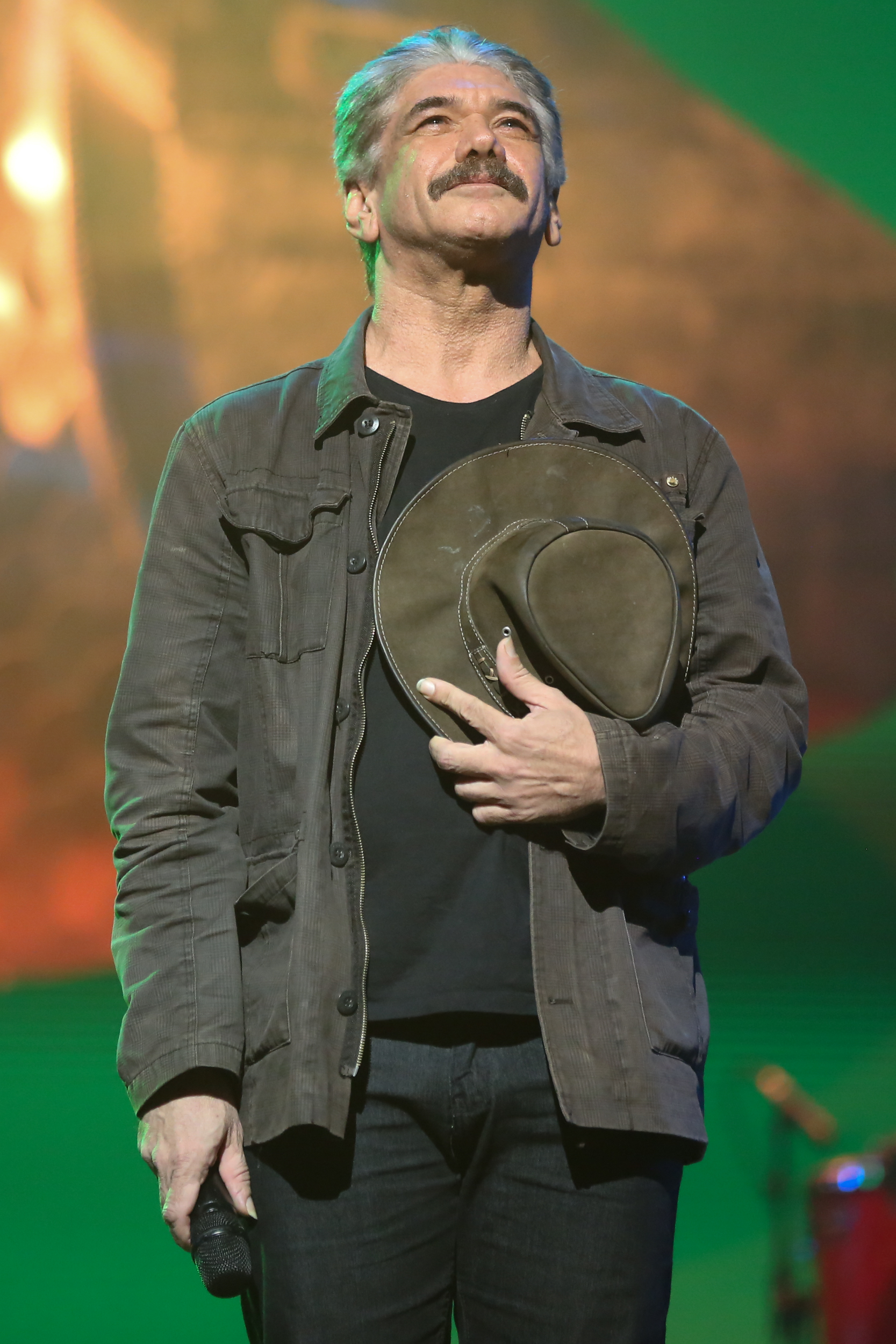
Jackson Antunes

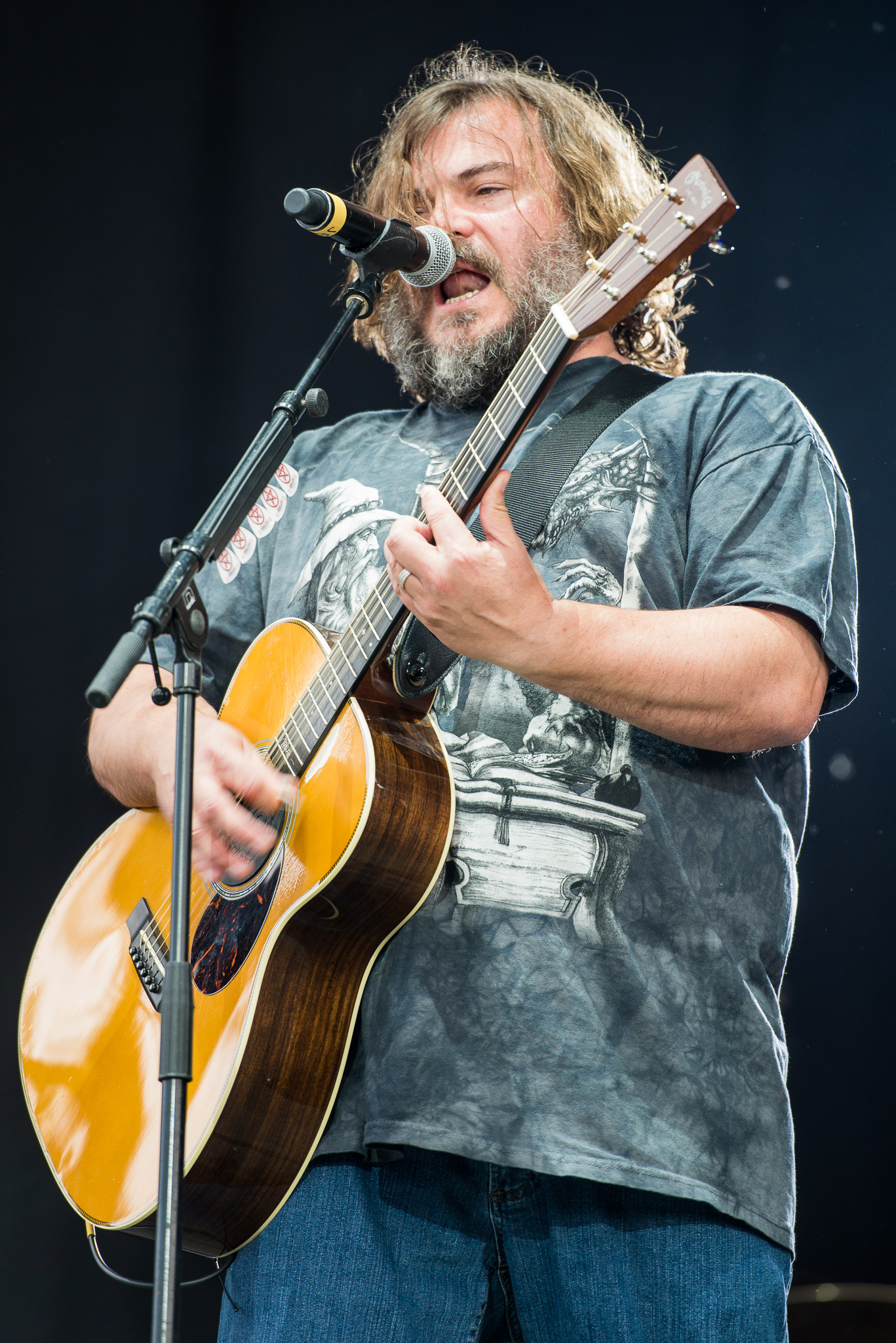
Jack Black

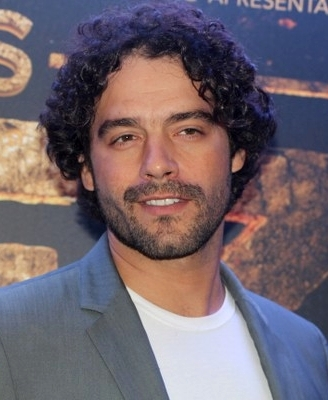
Guilherme Winter

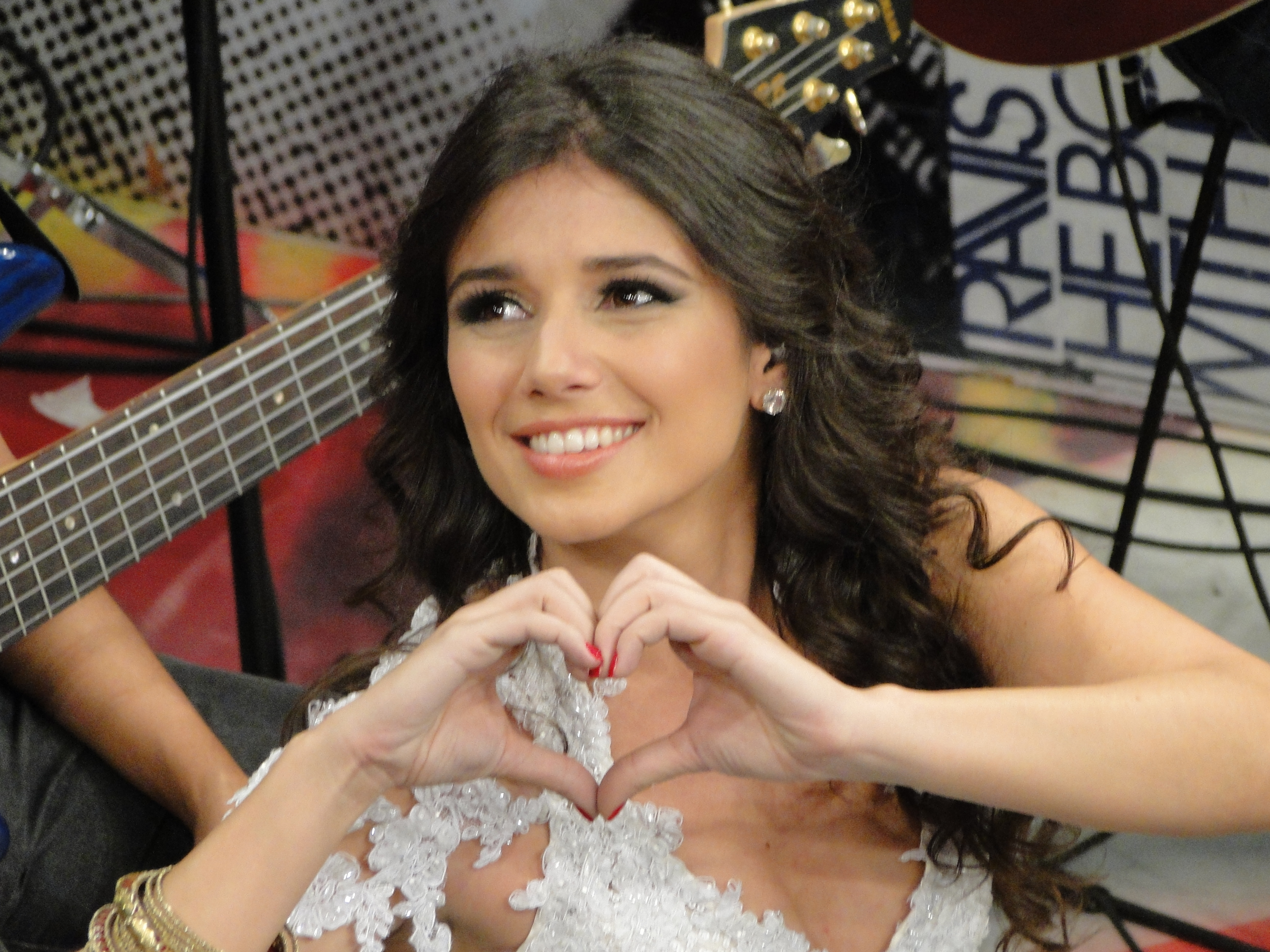
Paula Fernandes

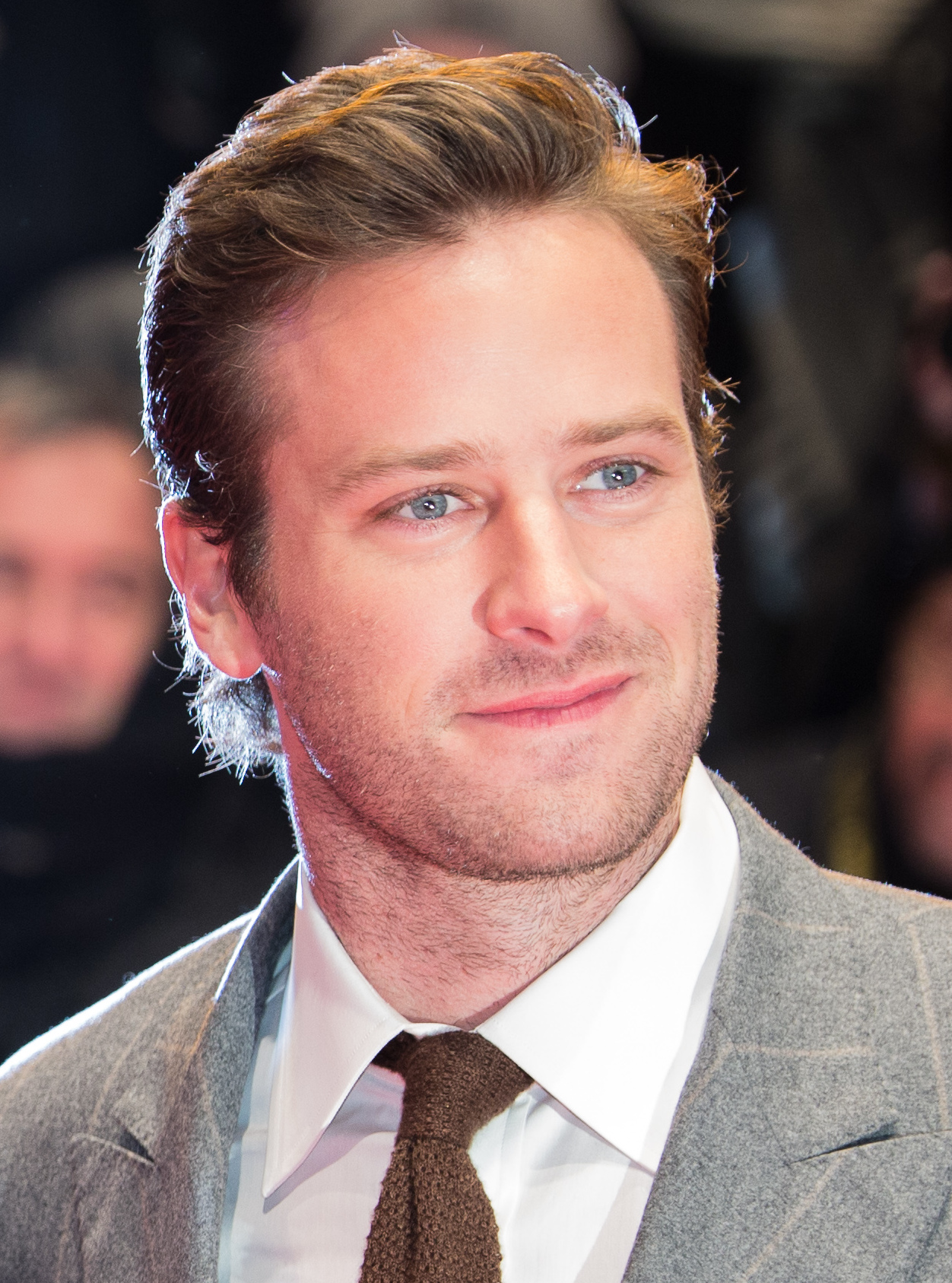
Armie Hammer

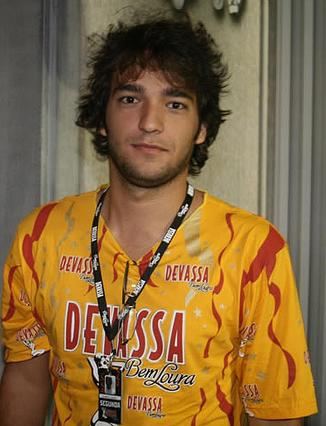
Humberto Carrão

### Anteriores ao século XIX
- 0933 — Ricardo I da Normandia (m. 996).
- 1023 — Imperador Go-Reizei do Japão (m. 1068).
- 1481 — Sá de Miranda, poeta português (m. 1558).
- 1582 — Taichang, imperador da Dinastia Ming (m. 1620).
- 1592 — Jorge Villiers, 1.º Duque de Buckingham (m. 1628).
- 1667 — Luísa de Meclemburgo-Güstrow, rainha consorte da Dinamarca e Noruega (m. 1721).
- 1677 — Sofia Edviges da Dinamarca (m. 1735).
- 1691 — Isabel Cristina de Brunsvique-Volfembutel, imperatriz Consorte do Sacro Império Romano-Germânico (m. 1750).
- 1774 — Isabel Ana Seton, santa católica (m. 1821).
- 1749 — Johann Wolfgang von Goethe, filósofo, escritor e cientista alemão (m. 1832).
- 1795 — Giovanni Merlini, padre e missionário católico italiano (m. 1873).

### Século XIX
- 1802 — Thomas Aird, poeta britânico (m. 1876).
- 1807 — Francisca Lampel, religiosa austríaca (m. 1851).
- 1814 — Sheridan Le Fanu, escritor irlandês (m. 1873).
- 1827 — Catarina Mikhailovna da Rússia (m. 1894).
- 1828 — Charles Washington Baird, historiador estadunidense (m. 1887).
- 1833
  - Edward Burne-Jones, pintor britânico (m. 1898).
  - Teixeira de Melo, escritor brasileiro (m. 1907).
- 1837 — Francisco, Duque de Teck (m. 1900).
- 1853 — Vladimir Shukhov, engenheiro e inventor russo (m. 1939).
- 1869 — Augusto Tasso Fragoso, político e militar brasileiro (m. 1945).
- 1882 — Práxedis Guerrero, jornalista mexicano (m. 1910).
- 1883 — Jan Arnoldus Schouten, matemático neerlandês (m. 1971).
- 1888 — Hermes Fontes, compositor e poeta brasileiro (m. 1930).
- 1890 — Bobby Dunn, ator estadunidense (m. 1937).
- 1894 — Karl Böhm, maestro austríaco (m. 1981).
- 1899
  - Charles Boyer, ator francês (m. 1978).
  - Johan Gabriel Oxenstierna, pentatleta sueco (m. 1995).
  - Chang Myon, político, jornalista e diplomata sul-coreano (m. 1966).

### Século XX

#### 1901–1950
- 1902 — Arthur Casagrande, engenheiro austríaco-americano (m. 1981).
- 1903 — Bruno Bettelheim, psicólogo estadunidense (m. 1990).
- 1906 — John Betjeman, poeta britânico (m. 1984).
- 1910 — Tjalling Koopmans, economista neerlandês (m. 1985).
- 1911 — Shizuo Kakutani, matemático japonês (m. 2004).
- 1913 — Robertson Davies, escritor canadense (m. 1995).
- 1916
  - Alberto Beretta, frade e missionário católico ítalo-brasileiro (m. 2001).
  - Charles Wright Mills, sociólogo estadunidense (m. 1962).
  - Jack Vance, escritor estadunidense (m. 2013).
- 1917 — Jack Kirby, desenhista estadunidense (m. 1994).
- 1919 — Godfrey Hounsfield, engenheiro eletricista britânico (m. 2004).
- 1920 — Jaime de Almeida, futebolista e treinador de futebol brasileiro (m. 1973).
- 1921
  - Lidia Gueiler Tejada, política boliviana (m. 2011).
  - Barbro Hiort af Ornäs, atriz sueca (m. 2015).
- 1922 — Jacira Sampaio, atriz brasileira (m. 1998).
- 1924 — Jimmy Daywalt, automobilista estadunidense (m. 1966).
- 1925
  - Billy Grammer, cantor e guitarrista estadunidense (m. 2011).
  - Donald O'Connor, ator, dançarino e cantor estadunidense (m. 2003).
  - José Parra Martínez, futebolista espanhol (m. 2016).
  - Arcady Strugatsky, escritor russo (m. 1991).
- 1928 — Kang Chang-gi, futebolista sul-coreano (m. 2007).
- 1930
  - Walmor Chagas, ator brasileiro (m. 2013).
  - Ben Gazzara, ator estadunidense (m. 2012).
- 1932
  - Raul Cortez, ator brasileiro (m. 2006).
  - Yakir Aharonov, físico israelense.
- 1933
  - Lourenço Diaferia, contista, cronista e jornalista brasileiro (m. 2008).
  - Elizabeth Seal, atriz britânica.
- 1937 — Tony Marchant, ex-ciclista australiano.
- 1938 — Paul Martin, político canadense.
- 1940
  - Roger Pingeon, ciclista francês (m. 2017).
  - Ken Jenkins, ator estadunidense.
  - Nik Turner, músico britânico (m. 2022).
  - Philippe Léotard, ator e cantor francês (m. 2001).
- 1942
  - José Eduardo dos Santos, político angolano (m. 2022).
  - Sterling Morrison, músico estadunidense (m. 1995).
  - Alexander Belavin, físico russo.
- 1943 — Ênio Gonçalves, ator brasileiro (m. 2013).
- 1945
  - Bill Unruh, físico canadense.
  - Victor Assis Brasil, saxofonista brasileiro (m. 1981).
- 1947
  - Emlyn Hughes, futebolista e treinador de futebol britânico (m. 2004).
  - James Aubrey, ator britânico (m. 2010).
  - Debra Mooney, atriz estadunidense.
- 1949
  - Conny Torstensson, ex-futebolista sueco.
  - Larissa Petrik, ex-ginasta russa.
  - Dennis Davis, músico norte-americano (m. 2016).
  - Marco Antônio Araújo, compositor e músico brasileiro (m. 1986).
- 1950 — Nídia de Paula, atriz brasileira.

#### 1951–2000
- 1952
  - Augustin Bizimungu, militar ruandês.
  - Rita Dove, escritora e ensaísta norte-americana.
- 1953 — Ditmar Jakobs, ex-futebolista alemão.
- 1954 — Jozef Barmoš, ex-futebolista e treinador de futebol eslovaco.
- 1956
  - Raimundo Pereira, político e advogado guineense.
  - Gilberto Dimenstein, jornalista brasileiro (m. 2020).
  - Luis Guzmán, ator porto-riquenho.
  - Jo Burt, músico britânico.
- 1957
  - Tonho Gil, ex-futebolista e treinador de futebol brasileiro.
  - Ivo Josipović, político croata.
  - Daniel Stern, ator estadunidense.
  - Ai Weiwei, pintor e ativista chinês.
  - Manolo Preciado, treinador de futebol espanhol (m. 2012).
- 1958 — Scott Hamilton, ex-patinador artístico estadunidense.
- 1960
  - Romerito, ex-futebolista paraguaio.
  - Jackson Antunes, ator brasileiro.
  - Jean-Claude Lemoult, ex-futebolista francês.
  - Leroy Chiao, astronauta norte-americano.
- 1961 — Jennifer Coolidge, atriz estadunidense.
- 1962
  - David Fincher, cineasta estadunidense.
  - David Zuckerman, escritor e produtor de televisão norte-americano.
- 1964
  - Gilmar Iser, treinador de futebol brasileiro.
  - Cécile Kyenge, política italiana.
  - Kaj Leo Johannesen, ex-futebolista e político feroês.
  - Marquinhos Trad, advogado e político brasileiro.
- 1965
  - Satoshi Tajiri, designer de jogos eletrônicos japonês.
  - Shania Twain, cantora canadense.
  - Amanda Tapping, atriz canadense.
  - Dmitriy Kuznetsov, ex-futebolista russo.
- 1966
  - Julen Lopetegui, ex-futebolista e treinador de futebol espanhol.
  - Christophe Galtier, ex-futebolista e treinador de futebol francês.
- 1968
  - Billy Boyd, ator britânico.
  - Javier Ortega Smith, advogado e político espanhol.
- 1969
  - Jack Black, ator e músico estadunidense.
  - Jason Priestley, ator canadense.
- 1970 — Mike Lapper, ex-futebolista norte-americano.
- 1971
  - Janet Evans, ex-nadadora estadunidense.
  - Todd Eldredge, ex-patinador artístico estadunidense.
- 1973
  - Anna Lima, atriz brasileira.
  - Takashi Takeuchi, ilustrador japonês.
  - J. August Richards, ator estadunidense.
- 1974
  - Carsten Jancker, ex-futebolista e treinador de futebol alemão.
  - André Renato, compositor e músico brasileiro.
  - Oliver Glasner, ex-futebolista e treinador de futebol austríaco.
- 1975 — João Tordo, escritor português.
- 1976 — Federico Magallanes, ex-futebolista uruguaio.
- 1977
  - Daniel Andersson, ex-futebolista sueco.
  - Lantame Ouadja, ex-futebolista togolês.
  - Dema Kovalenko, ex-futebolista ucraniano.
- 1978 — Pablo Echenique, político e físico hispano-argentino.
- 1979
  - Guilherme Winter, ator brasileiro.
  - Robert Hoyzer, ex-árbitro de futebol alemão.
  - Kenny Stamatopoulos, ex-futebolista canadense.
  - Cristian Mendigo, ex-futebolista brasileiro.
- 1980
  - Carly Pope, atriz canadense.
  - Fousseni Diawara, ex-futebolista malinês.
  - Thiago Mendonça, ator brasileiro.
- 1981
  - Raphael Matos, automobilista brasileiro.
  - Rubén Darío Bustos, futebolista colombiano.
  - Daniel Gygax, ex-futebolista suíço.
- 1982
  - Thiago Motta, ex-futebolista e treinador de futebol ítalo-brasileiro.
  - LeAnn Rimes, cantora estadunidense.
- 1983  •  Alfonso Herrera, ator e cantor mexicano.
- 1984
  - Paula Fernandes, cantora e compositora brasileira.
  - Sarah Roemer, atriz e modelo estadunidense.
  - Louis Gaudinot, lutador estadunidense de artes marciais mistas.
  - Michael Galeota, ator estadunidense (m. 2016).
- 1985
  - Masahiko Inoha, futebolista japonês.
  - Treat Conrad Huey, ex-tenista filipino.
- 1986
  - Florence Welch, cantora britânica.
  - Armie Hammer, ator estadunidense.
  - Gilad Shalit, militar israelense.
  - Stuart Bithell, velejador britânico.
- 1987 — Daigo Nishi, futebolista japonês.
- 1988 — Rosie MacLennan, ginasta canadense.
- 1989
  - César Azpilicueta, futebolista espanhol.
  - Valtteri Bottas, automobilista finlandês.
  - Vyacheslav Zaytsev, jogador de basquete russo.
  - Jens Debusschere, ex-ciclista belga.
  - Ângelo Girão, jogador de hóquei em patins português.
- 1990
  - Bojan Krkić, ex-futebolista espanhol.
  - Golgol Mebrahtu, futebolista eritreu.
  - Isaác Brizuela, futebolista mexicano.
  - Katie Findlay, atriz canadense.
- 1991
  - Humberto Carrão, ator brasileiro.
  - Kyle Massey, ator estadunidense.
  - Samuel Larsen, ator e cantor estadunidense.
  - Ricky Tavares, ator brasileiro.
- 1992
  - Gabriela Drăgoi, ginasta romena.
  - Cédric Djeugoué, futebolista camaronês.
  - Hwang Ui-jo, futebolista sul-coreano.
  - Ismaël Diomandé, futebolista marfinense.
  - Lawrence Naesen, ciclista belga.
- 1993
  - Malu Rodrigues, atriz e cantora brasileira.
  - Li Yunqi, nadador chinês.
  - Abdelkarim Hassan, futebolista qatari.
- 1994
  - Ons Jabeur, tenista tunisiana.
  - Junior Malanda, futebolista belga (n. 2015).
- 1995 — Gustavo Viera, futebolista paraguaio.
- 1996 — Kim Se-jeong, cantora, compositora, atriz e dançarina sul-coreana.
- 1998
  - Weston McKennie, futebolista norte-americano.
  - Ayase Ueda, futebolista japonês.
  - Sharone Vernon-Evans, voleibolista indoor canadense.
- 1999 — Nicolau, Príncipe da Dinamarca.
- 2000 — Danny Namaso, futebolista britânico.

### Século XXI
- 2001
  - Talia Jackson, atriz, modelo e cantora norte-americana.
  - Kamilla Rakhimova, tenista russa.
- 2003 — Quvenzhané Wallis, atriz estadunidense.

## Mortes

### Anteriores ao século XIX
- 0388 — Magno Máximo, imperador romano (n. 335).
- 0430 — Agostinho de Hipona, bispo, teólogo e filósofo (n. 354).
- 0476 — Flávio Orestes, general romano (n. ?).
- 0876 — Luís, o Germânico, rei da Frância Oriental (n. 806).
- 1231 — Leonor de Portugal, rainha da Dinamarca (n. 1211).
- 1481 — Afonso V de Portugal (n. 1432).
- 1561 — Jaqueline de Longwy, duquesa de Montpensier (n. 1520).
- 1645 — Hugo Grócio, jurista e filósofo neerlandês (n. 1583).
- 1654 — Axel Oxenstierna, nobre e estadista sueco (n. 1583).
- 1757 — David Hartley, filósofo britânico (n. 1705).
- 1761 — Melchor de Navarrete, militar e político espanhol (n. 1693).
- 1793 — Adam Philippe de Custine, general francês (n. 1742).

### Século XIX
- 1862 — Albrecht Adam, pintor alemão (n. 1786).

### Século XX
- 1922 — Gastão de Orléans, Conde d'Eu (n. 1842).
- 1955 — Emmett Louis Till, garoto afro-americano assassinado (n. 1941).
- 1976 — Anissa Jones, atriz norte-americana (n. 1958).
- 1977 — Mike Parkes, automobilista britânico (n. 1931).
- 1978 — Robert Shaw, ator britânico (n. 1927).
- 1979 — Tatiana Constantinovna da Rússia (n. 1890).
- 1981 — Béla Guttmann, futebolista e treinador de futebol húngaro (n. 1899).
- 1984 — Muhammad Naguib, militar e político egípcio (n. 1901).
- 1987 — John Huston, ator e diretor cinematográfico estadunidense (n. 1906).
- 1988 — Guy Hocquenghem, sociólogo, escritor e filósofo francês (n. 1946).
- 1993 — Edward Palmer Thompson, historiador britânico (n. 1924).
- 1996
  - José dos Santos Lopes, futebolista brasileiro (n. 1910).
  - Dulcina de Moraes, atriz de teatro brasileira (n. 1908).

### Século XXI
- 2001
  - Serhiy Perkhun, futebolista ucraniano (n. 1977).
  - Phil Cade, automobilista norte-americano (n. 1916).
- 2005 — Jacques Dufilho, ator francês (n. 1914).
- 2006 — Ed Benedict, desenhista de animação norte-americano (n. 1912).
- 2007
  - Antonio Puerta, futebolista espanhol (n. 1984).
  - Francisco Umbral, escritor e jornalista espanhol (n. 1932).
- 2008 — Phil Hill, automobilista norte-americano (n. 1927).
- 2009
  - Bob Nelson, ator e cantor brasileiro (n. 1918).
  - Adam Goldstein, DJ norte-americano (n. 1973).
- 2014 — Glenn Cornick, músico britânico (n. 1947).
- 2016
  - Mr. Fuji, lutador americano de luta livre profissional (n. 1934)
  - Juan Gabriel, cantor, compositor e produtor musical mexicano (n. 1950).
- 2017 — Mireille Darc, atriz francesa (n. 1938).
- 2019 — Nicolás Leoz, dirigente esportivo paraguaio (n. 1928).
- 2020 — Chadwick Boseman, ator, diretor e roteirista estadunidense (n. 1976).

## Feriados e eventos cíclicos

### Brasil
- Dia do Voluntariado
- Dia do Bancário
- Dia do Avicultor
- Aniversário da cidade de Itararé, São Paulo
- Aniversário de emancipação de Guaramirim, Santa Catarina
- Aniversário de emancipação de Palmácia, Ceará

### Cristianismo
- Agostinho de Hipona
- Alexandre de Constantinopla
- Moisés, o Negro
- Nossa Senhora da Consolação

## Outros calendários
- No calendário romano era o 5.º dia (V) antes das calendas de setembro.
- No calendário litúrgico tem a letra dominical B para o dia da semana.
- No calendário gregoriano a epacta do dia é xxvii.